# Ewa Żukowska-Szczechowska
Ewa Janina Żukowska-Szczechowska (ur. 1945, zm. 7 sierpnia 2025) – polska lekarka internistka i nefrolog, profesor nauk medycznych.

## Życiorys
W 1969 r. ukończyła studia medyczne w Śląskiej Akademii Medycznej w Katowicach w 1981 r. obroniła pracę doktorską, w 1990 r. habilitowała się na podstawie pracy zatytułowanej pt. Czynność układu renina-angiotensyna-aldosteron oraz sekrecja przedsionkowego peptydu natriuretycznego i wazopresyny u chorych z przeszczepioną nerką. W 1997 r. otrzymała tytuł profesora nauk medycznych.
Została pracownikiem naukowym na Śląskim Uniwersytecie Medycznym w Katowicach i w Śląskiej Wyższej Szkole Medycznej w Katowicach.

## Odznaczenia i wyróżnienia
- Nagroda Rektora ŚUM[2]
- Odznaka „Za wzorową pracę w służbie zdrowia”[2]
- Srebrny Krzyż Zasługi[2]
- Nagroda Zespołowa Ministra Zdrowia[2]